# Угорська корона

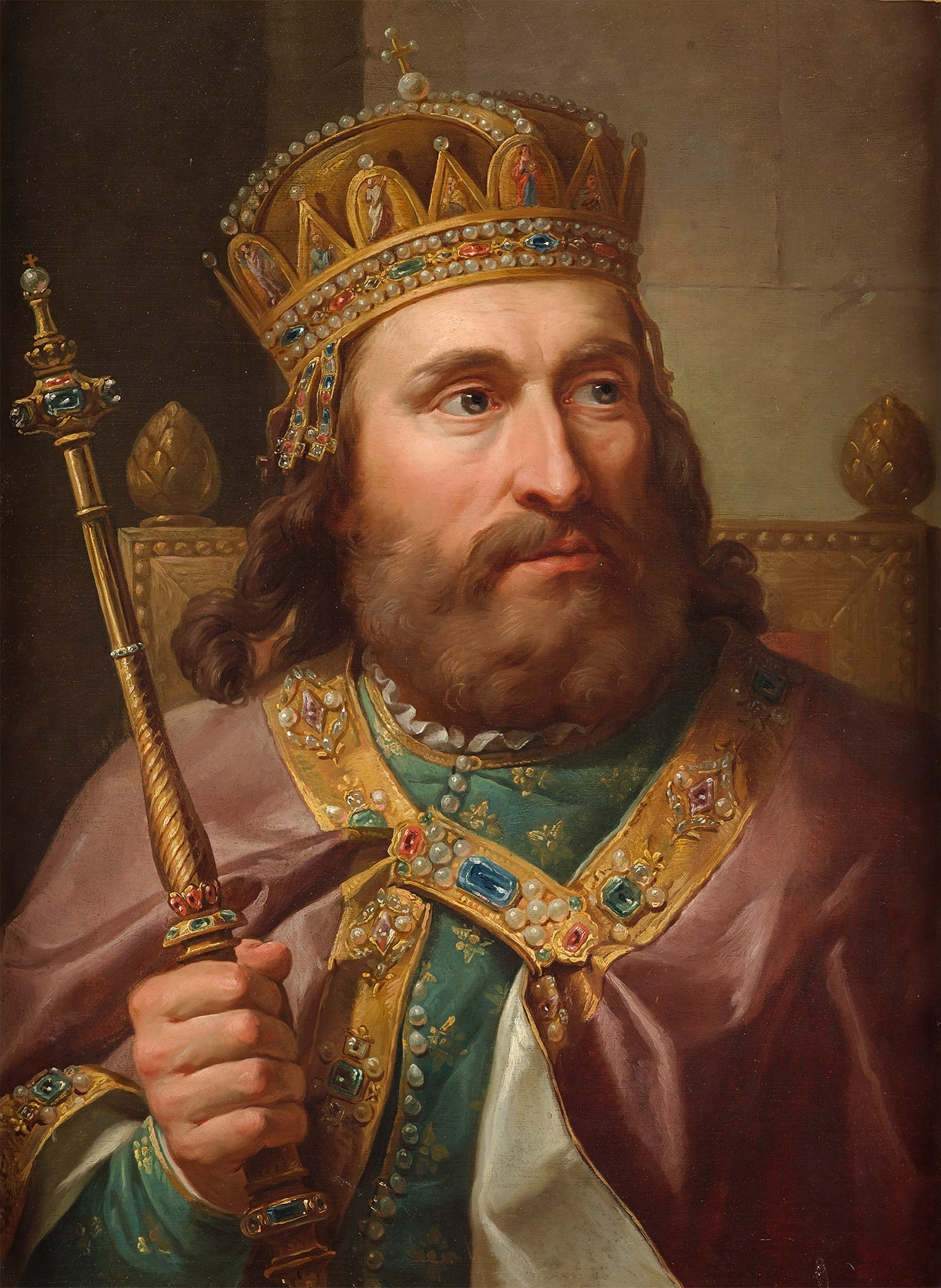
Король Людовик І в «Угорській короні»

Угорська корона (пол. Korona węgierska) — коронаційна корона, входила до складу коронних королівських клейнодів Речі Посполитої (Польща, Литва, Україна, Білорусь).
Виготовлена у 16 столітті, як репліка корони Святого Стефана — коронаційної корони Угорського королівства, для короля Яноша I Заполья.
Угорська корона була коронаційною короною короля Речі Посполитої, Великого князя Литовського, Руського, Київського, Волинського, Подільського, тощо Стефана Баторія.

## Історія
З ХІ ст. Свята корона Угорщини була одним з символів королівства та коронаційною короною угорських королів.
Угорська корона, що була виготовлена в 16 столітті за зразком Святої корони Угорщини, як особиста корона короля Угорщини Яноша І Заполья.
Оригінальна (стародавня) угорська корона, за часів правління королеви-регента Ізабелли Ягеллонки, в 1551 році, коли вона була змушена, під тиском Австрії, залишити Трансільванію, за результатами угоди в Ньїрбаторі, потрапила до рук імператора Фердинанда І. За словами польського літописця, королева Ізабелла відламала хрест на горі Корони святого Стефана для свого сина Яноша II Сигізмунда Заполья. Ймовірно, саме в той час нова Угорська корона набула свого значення та вигляду.
У 1540 році вона перейшла у власність сина Яноша І — короля Яноша II Заполья; а коли він помер у 1571 році, корона перейшла до короля Польщі, господаря і спадкоємця Русі Сигізмунда II Августа, брата королеви Ізабелли Ягеллонки.
Король Польщі і Русі Сигізмунд II ставився до Угорської корони як до родинної династичної реліквії та зберігав її в Тикоцинському замку.
У 1572 році, коли загинув останній король з династії Ягеллонів, угорська корона була використана як ритуальна корона під час похоронних церемоній Сигізмунда ІІ Августа у Книшині; а пізніше перейшла до його сестри Ганни Ягеллонки.
Намісником короля на чолі опозиції став архієпископ Якуб Уханський, який також став опікуном Королівської скарбниці Вавель та відмовився надати королівські клейноди Речі Посполитої новообраній королеві Ганні Ягеллоні та її чоловікові Стефану Баторію.
1576 року, коли шляхта обрала на короля Стефана Баторія, сенатори, включаючи Якуба Уханського, виступили проти цього й не видали зі скарбниці коронаційні королівські клейноди Речі Посполитої Стефану Баторію та Ганні, коли вони приїхали до Кракова на коронацію.
Не в змозі скористатися традиційною коронаційною короною Болеслава Хороброго, Стефан Баторій використав під час церемонії угорську корону, яку йому передала королева Ганна.
Після підтримки нового короля Сеймом Речі Посполитої, Стефан Баторій передав угорську корону разом з іншими королівськими клейнодами до Державної скарбниці Вавельського замку, де вона зберігалася до жовтня 1795 року.
У 18 столітті корона була зображена на портреті короля Польщі, Угорщини, Господаря і спадкоємця Русі Людовіка І Великого, роботи майстра Марчелло Баччареллі, намальованому для оздоблення Мармурової кімнати у Королівському замку у Варшаві.
Це була одна з п'яти королівських корон Речі Посполитої (корона королеви, Шведська корона, корона Московитська та ін.) які в жовтні 1795 року викрала з замку Вавель прусська армія, що покидала Краків.
До 1809 року знаходилась в колекції Гогенцоллернів у Берліні.
Пізніше її, як і більшість королівських клейнодів Речі Посполитої, розібрали й переплавили. 1811 року пруський король карбував монети з отриманого з корон золота та продавав дорогоцінні камені.
Угорська корона була зроблена у вигляді вінця, зверху увінчана двома широкими дугами, з глобусом та хрестом у їх перетині нагорі. Прикрашена емальованими значками, філігранною роботою, підвісками та коштовним камінням, в тому числі чотирма великими сапфірами та рубінами.